# Kottur
Kottur es una ciudad y nagar Panchayat situada en el distrito de Coimbatore en el estado de Tamil Nadu (India). Su población es de 26627 habitantes (2011). Se encuentra a 46 km de Coimbatore.

## Demografía
Según el censo de 2011 la población de Kottur era de 26627 habitantes, de los cuales 13105 eran hombres y 13522 eran mujeres. Kottur tiene una tasa media de alfabetización del 74,12%, superior a la media estatal del 80,09%: la alfabetización masculina es del 81,61%, y la alfabetización femenina del 66,93%.